# تینه کانووا
تینه کانووا (به لاتین: Thine Kanuwa) یک منطقهٔ مسکونی در سری‌لانکا است که در استان مرکزی (سری‌لانکا) واقع شده‌است.